# Процессия на площади Святого Марка
«Процессия на площади Святого Марка» (итал. Processione in piazza San Marco) — картина итальянского живописца Джентиле Беллини (1429—1507), представителя венецианской школы. Создана в 1496 году. С 1820 года хранится в коллекции Галереи Академии в Венеции.

## История
Полотно является первым посвященным чудесам, совершенным реликвией — Святым Крестом, которые были выполнены Беллини для братства святого Иоанна Евангелиста (Скуола-Гранде-ди-Сан-Джованни-Еванджелиста) в Венеции. Художник изобразил процессию в День святого Марка, когда все братства выносили свои реликвии.
Основой сюжета картины стал эпизод, который произошел 25 апреля 1444 года, когда перед членами братства, шагавшими с реликвией в День святого Марка, упал на колени торговец из Брешии Якопо де Салис с мольбами об исцелении умирающего сына. Это событие означало чудо «исцеления на расстоянии» (парень выздоровел), совершенное Святым Крестом.

## Описание

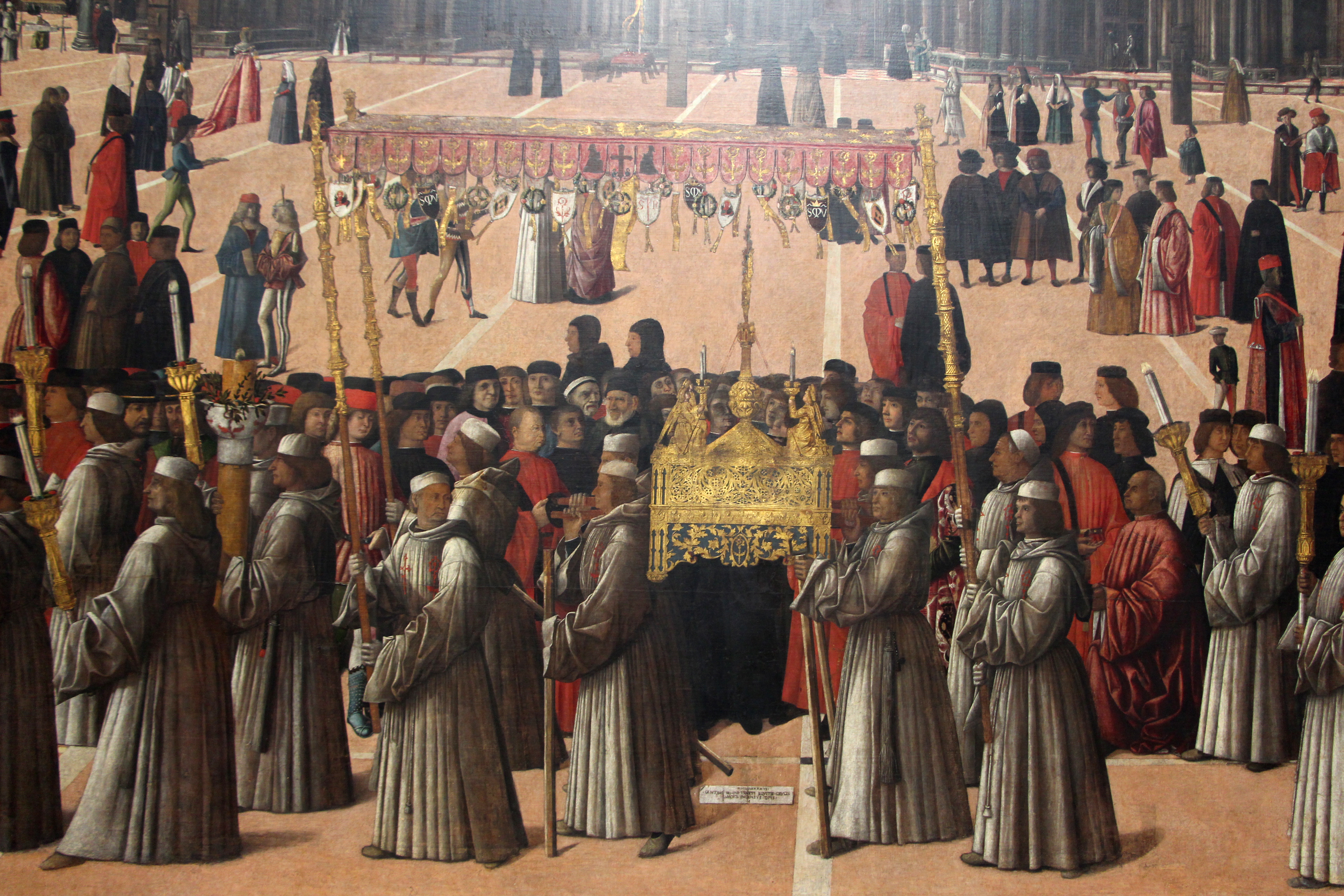
Деталь

Торговец Якопо де Салис изображен в центре процессии на коленях перед балдахином и зовет о помощи раненому сыну. Чудесное исцеление происходит на втором плане картины. Площадь Святого Марка изображена такой, какой она была до перестройки, осуществленной в конце XVI века: справа заметна здание больницы Орсеоло, снесенное в конце 1530-х годов во время реновации под руководством Якопо Сансовино. Впрочем документальность не стала преградой для художественной выразительности, поэтому художник поместил кампанилу Святого Марка в стороне, чтобы не заслонять широкую перспективу.
Живописный язык художника еще связан со стремлениями к повествовательности, типичной для поздней готики: композиция, не организованная по принципу единства пространства, лишена явно выраженного центра. Беллини имел целью как можно точнее воспроизвести хронику событий на фоне тщательно запечатленного городского пейзажа. Картина запечатлела оригинальные мозаики на фасаде собора, впоследствии утраченные.

## Ссылка
- На Викискладе есть медиафайлы по теме Процессия на площади Святого Марка